# Chặng đua MotoGP Americas 2024
Chặng đua MotoGP Americas 2024 là chặng đua thứ 3 của mùa giải đua xe MotoGP 2024. Chặng đua diễn ra từ ngày 12 tháng 4 năm 2024 đến ngày 14 tháng 4 năm 2024 ở trường đua Americas, bang Texas, Hoa Kỳ. 
Ở thể thức MotoGP, Maverick Vinales của đội đua Aprilia là tay đua giành pole và chiến thắng cả 2 cuộc đua Sprint race và đua chính. Với chiến thắng này, Maverick Vinales trở thành tay đua đầu tiên trong lịch sử MotoGP từng giành chiến thắng chặng với 3 chiếc xe của 3 hãng xe khác nhau.

## Kết quả cuộc đua Sprint race
| Stt                                                               | Số xe | Tay đua               | Đội đua                           | Xưởng   | Lap | Kết quả    | Xuất phát | Điểm |
| ----------------------------------------------------------------- | ----- | --------------------- | --------------------------------- | ------- | --- | ---------- | --------- | ---- |
| 1                                                                 | 12    | Maverick Viñales      | Aprilia Racing                    | Aprilia | 10  | 20:27.825  | 1         | 12   |
| 2                                                                 | 93    | Marc Márquez          | Gresini Racing MotoGP             | Ducati  | 10  | +2.294     | 3         | 9    |
| 3                                                                 | 89    | Jorge Martín          | Prima Pramac Racing               | Ducati  | 10  | +4.399     | 6         | 7    |
| 4                                                                 | 31    | Pedro Acosta          | Red Bull GasGas Tech3             | KTM     | 10  | +6.480     | 2         | 6    |
| 5                                                                 | 41    | Aleix Espargaró       | Aprilia Racing                    | Aprilia | 10  | +6.657     | 7         | 5    |
| 6                                                                 | 23    | Enea Bastianini       | Ducati Lenovo Team                | Ducati  | 10  | +8.621     | 5         | 4    |
| 7                                                                 | 43    | Jack Miller           | Red Bull KTM Factory Racing       | KTM     | 10  | +9.237     | 11        | 3    |
| 8                                                                 | 1     | Francesco Bagnaia     | Ducati Lenovo Team                | Ducati  | 10  | +9.349     | 4         | 2    |
| 9                                                                 | 25    | Raúl Fernández        | Trackhouse Racing                 | Aprilia | 10  | +9.637     | 13        | 1    |
| 10                                                                | 21    | Franco Morbidelli     | Prima Pramac Racing               | Ducati  | 10  | +9.894     | 9         |      |
| 11                                                                | 88    | Miguel Oliveira       | Trackhouse Racing                 | Aprilia | 10  | +10.364    | 14        |      |
| 12                                                                | 33    | Brad Binder           | Red Bull KTM Factory Racing       | KTM     | 10  | +10.724    | 17        |      |
| 13                                                                | 72    | Marco Bezzecchi       | Pertamina Enduro VR46 Racing Team | Ducati  | 10  | +11.549    | 10        |      |
| 14                                                                | 73    | Álex Márquez          | Gresini Racing MotoGP             | Ducati  | 10  | +15.468    | 12        |      |
| 15                                                                | 20    | Fabio Quartararo      | Monster Energy Yamaha MotoGP      | Yamaha  | 10  | +15.574    | 16        |      |
| 16                                                                | 42    | Álex Rins             | Monster Energy Yamaha MotoGP      | Yamaha  | 10  | +18.146    | 15        |      |
| 17                                                                | 10    | Luca Marini           | Repsol Honda Team                 | Honda   | 10  | +22.989    | 22        |      |
| Ret                                                               | 5     | Johann Zarco          | LCR Honda Castrol                 | Honda   | 6   | Tai nạn    | 19        |      |
| Ret                                                               | 36    | Joan Mir              | Repsol Honda Team                 | Honda   | 3   | Tai nạn    | 20        |      |
| Ret                                                               | 49    | Fabio Di Giannantonio | Pertamina Enduro VR46 Racing Team | Ducati  | 0   | Lỗi cơ khí | 8         |      |
| Ret                                                               | 37    | Augusto Fernández     | Red Bull GasGas Tech3             | KTM     | 0   | Tai nạn    | 18        |      |
| Ret                                                               | 30    | Takaaki Nakagami      | LCR Honda Idemitsu                | Honda   | 0   | Tai nạn    | 21        |      |
| Fastest sprint lap: Maverick Viñales (Aprilia) – 2:02.275 (lap 3) |       |                       |                                   |         |     |            |           |      |
| Kết quả chính thức                                                |       |                       |                                   |         |     |            |           |      |

## Kết quả đua chính thể thức MotoGP
| Stt                                                         | Số xe | Tay đua               | Đội đua                           | Xe      | Lap | Kết quả   | Xuất phát | Điểm |
| ----------------------------------------------------------- | ----- | --------------------- | --------------------------------- | ------- | --- | --------- | --------- | ---- |
| 1                                                           | 12    | Maverick Viñales      | Aprilia Racing                    | Aprilia | 20  | 41:09.503 | 1         | 25   |
| 2                                                           | 31    | Pedro Acosta          | Red Bull GasGas Tech3             | KTM     | 20  | +1.728    | 2         | 20   |
| 3                                                           | 23    | Enea Bastianini       | Ducati Lenovo Team                | Ducati  | 20  | +2.703    | 5         | 16   |
| 4                                                           | 89    | Jorge Martín          | Prima Pramac Racing               | Ducati  | 20  | +4.690    | 6         | 13   |
| 5                                                           | 1     | Francesco Bagnaia     | Ducati Lenovo Team                | Ducati  | 20  | +7.392    | 4         | 11   |
| 6                                                           | 49    | Fabio Di Giannantonio | Pertamina Enduro VR46 Racing Team | Ducati  | 20  | +9.980    | 8         | 10   |
| 7                                                           | 41    | Aleix Espargaró       | Aprilia Racing                    | Aprilia | 20  | +12.208   | 7         | 9    |
| 8                                                           | 72    | Marco Bezzecchi       | Pertamina Enduro VR46 Racing Team | Ducati  | 20  | +13.343   | 10        | 8    |
| 9                                                           | 33    | Brad Binder           | Red Bull KTM Factory Racing       | KTM     | 20  | +14.931   | 17        | 7    |
| 10                                                          | 25    | Raúl Fernández        | Trackhouse Racing                 | Aprilia | 20  | +16.656   | 13        | 6    |
| 11                                                          | 88    | Miguel Oliveira       | Trackhouse Racing                 | Aprilia | 20  | +18.542   | 14        | 5    |
| 12                                                          | 20    | Fabio Quartararo      | Monster Energy Yamaha MotoGP      | Yamaha  | 20  | +22.899   | 16        | 4    |
| 13                                                          | 43    | Jack Miller           | Red Bull KTM Factory Racing       | KTM     | 20  | +24.011   | 11        | 3    |
| 14                                                          | 37    | Augusto Fernández     | Red Bull GasGas Tech3             | KTM     | 20  | +27.652   | 18        | 2    |
| 15                                                          | 73    | Álex Márquez          | Gresini Racing MotoGP             | Ducati  | 20  | +32.855   | 12        | 1    |
| 16                                                          | 10    | Luca Marini           | Repsol Honda Team                 | Honda   | 20  | +33.529   | 22        |      |
| Ret                                                         | 93    | Marc Márquez          | Gresini Racing MotoGP             | Ducati  | 10  | Tai nạn   | 3         |      |
| Ret                                                         | 42    | Álex Rins             | Monster Energy Yamaha MotoGP      | Yamaha  | 10  | Tai nạn   | 15        |      |
| Ret                                                         | 36    | Joan Mir              | Repsol Honda Team                 | Honda   | 8   | Tai nạn   | 20        |      |
| Ret                                                         | 21    | Franco Morbidelli     | Prima Pramac Racing               | Ducati  | 7   | Tai nạn   | 9         |      |
| Ret                                                         | 30    | Takaaki Nakagami      | LCR Honda Idemitsu                | Honda   | 6   | Tai nạn   | 21        |      |
| Ret                                                         | 5     | Johann Zarco          | LCR Honda Castrol                 | Honda   | 6   | Bỏ cuộc   | 19        |      |
| Fastest lap: Maverick Viñales (Aprilia) – 2:02.575 (lap 14) |       |                       |                                   |         |     |           |           |      |
| Kết quả chính thức                                          |       |                       |                                   |         |     |           |           |      |

## Bảng xếp hạng sau chặng đua
|   | Stt | Tay đua           | Điểm |
| - | --- | ----------------- | ---- |
|   | 1   | Jorge Martín      | 80   |
| 1 | 2   | Enea Bastianini   | 59   |
| 5 | 3   | Maverick Vinales  | 56   |
| 1 | 4   | Pedro Acosta      | 54   |
| 1 | 5   | Francesco Bagnaia | 50   |

|  | Stt | Xưởng đua | Điểm |
|  | --- | --------- | ---- |
|  | 1   | Ducati    | 96   |
|  | 2   | KTM       | 76   |
|  | 3   | Aprilia   | 72   |
|  | 4   | Yamaha    | 19   |
|  | 5   | Honda     | 8    |

|   | Stt | Đội đua                     | Điểm |
| - | --- | --------------------------- | ---- |
|   | 1   | Ducati Lenovo Team          | 109  |
| 2 | 2   | Aprilia Racing              | 95   |
| 1 | 3   | Prima Pramac Racing         | 80   |
| 1 | 4   | Red Bull KTM Factory Racing | 71   |
| 1 | 5   | Tech3                       | 61   |